# Тейлър (окръг, Западна Вирджиния)
Вижте пояснителната страница за други значения на Тейлър.
Окръг Тейлър (на английски: Taylor County) е окръг в щата Западна Вирджиния, Съединени американски щати. Площта му е 456 km², а населението – 16 705 души (1 април 2020). Административен център е град Графтън.